# 吴成方
吴成方（1902年—1992年），湖南新化人，中國共產黨情报部门高级领导人。

## 生平
生于湖南娄底新化附近的一个中农家庭。学生时代参加五四运动、二七京汉铁路工人大罢工的斗争。1921年在北平学习天文，后来在天文台工作。1926年由同乡钟鑫、刘时藩介绍入党。担任过党小组长、支部书记，后在北平区委工作。1927年在王鹤寿领导下从事工人运动，北平市总工会遭敌破坏时被捕，1928年夏集体暴动出狱，经中共顺直省委李西一指定任北平市委委员。
1930年任中共顺直省委军委特派员去河南在石友三部队做兵运工作。1931年7月因省军委负责人廖化平叛变撤出，回到北平，任北平市委主要负责人。1931年陈赓派遣他组建北平特科并任负责人。1933年8月调上海，担任上海中央特科警卫部部长。1934年4月在法租界被捕。
1937年抗战爆发后被保释。任八路军驻沪办事处，负责审查其他出狱人员。1939年夏，他接替刘少文在上海的工作，并直接分管领导在上海的中央文库。1942年6月布置陈来生接管中央文库。解放战争时期随潘汉年在香港做接应民主人士和策反等工作。亚尔培路（今陕西南路）2号保密局上海站副站长兼上海市府调查处长王方南，营救出上海地下党文委领导人姚溱。
1955年受潘汉年、扬帆案牵连长期受审。1980年10月中共上海市委给予彻底平反。1981年5月任上海市人民政府参事。